# Брейтенраин-Лорраине
Брейтенраин-Лорраине (нем. Breitenrain-Lorraine) — один из шести районов Берна (район V). Он расположен в северо-западной части города и граничит с Иннере Штадт, Ленггассе-Фельсенау и Кирхенфельд-Шоссхальде.

## Кварталы
Включает в себя 5 кварталов:
- Альтенберг
- Шпитальлакер
- Брейтфельд
- Брейтенраин
- Лорраине